# Parachela (geslacht)
Parachela is een geslacht van straalvinnige vissen uit de familie van eigenlijke karpers (Cyprinidae).

## Soorten
- Parachela cyanea Kottelat, 1995
- Parachela hypophthalmus (Bleeker, 1860)
- Parachela ingerkongi (Bănărescu, 1969)
- Parachela maculicauda (Smith, 1934)
- Parachela oxygastroides (Bleeker, 1852)
- Parachela siamensis (Günther, 1868)
- Parachela williaminae Fowler, 1934